# Подвесной топливный бак
Подвесной топливный бак (ПТБ), или подвесной бак (ПБ) — топливный бак, ёмкость для размещения дополнительного запаса топлива на летательном аппарате (ЛА), для увеличения дальности полёта, обтекаемой и, как правило, веретенообразной конструкции.
Чаще всего используется на боевых самолётах. Горючее в подвесном топливном баке вырабатывается в первую очередь, так как на подлёте к месту боевой операции их использование создаёт угрозу выживаемости ЛА. ПТБ, являясь внешними подвесками, ухудшают аэродинамику самолёта, снижают скорость и манёвренность. Пустые подвесные топливные баки в боевой обстановке, как правило, после использования сбрасываются (в мирное время после выработки топлива баки не сбрасывают и привозят на аэродром для повторного использования, просто ввиду нецелесообразности расходования имущества).
Для упрощения и удешевления конструкции ПТБ, как правило, не имеют внутренних датчиков уровня топлива и насосов перекачки. Топливо из подвесного бака перетекает в расходный (предрасходный) бак или самотёком, или выдавливается избыточным давлением воздуха, подаваемым в подвесной бак от самолётных систем.
На некоторых типах летательных аппаратов при перелётах используются дополнительные легкосъёмные топливные баки, размещаемые в грузоотсеках, вместо штатного ракетно-бомбового вооружения, с целью увеличения перегоночной дальности полёта (например, при перебазировании).

## Интересные факты
- Вьетнамские крестьяне находят и распиливают сброшенные в джунглях американские подвесные топливные баки, которых много осталось после войны, и получаются две лодки. Такая лодка не ржавеет, мало весит, а благодаря аэродинамической форме на ней очень легко грести[1].